# 新田嘉祢町
新田嘉祢町（にったかねちょう）は、群馬県太田市にある地名（町丁）。郵便番号は370-0352。

## 概要
綿打地区にある町丁。

## 地理

### 近隣町丁
- 新田大町
- 新田大根町
- 新田金井町
- 新田市町

## 世帯数と人口
2022年（令和4年）3月31日現在の世帯数と人口は以下の通りである。
| 町丁       | 世帯数 | 人口  |
| ---------- | ------ | ----- |
| 新田嘉祢町 | 82世帯 | 148人 |

## 交通

### 鉄道
町内に鉄道は通っていない。

### 道路
- 群馬県道69号大間々世良田線

## 施設
- あなはら新田店